# هافيا كوناكري
نادي هافيا كوناكرى نادي (Hafia Football Club) نادي كرة قدم غيني يلعب في دوري الدرجة الممتازة.

## إنجازات فريق كرة القدم
- حصل على بطولة دوري ابطال أفريقيا اعوام 1972 - 1975 - 1977 واحتفظ بكأس البطولة إلى الأبد.
- حصل على وصيف دوري ابطال أفريقيا عامى 1976 - 1978*